# Maya (plaats)
Maya is een plaats in de regio Mid West in West-Australië.

## Geschiedenis
John Forrest verkende de streek in 1869.
In 1876 werd voor het eerst melding gemaakt van een waterbron die door de plaatselijke Aborigines 'Pocanmaya' werd genoemd.
De overheid besliste in 1913 een spoorweg tussen Wongan Hills en Mullewa aan te leggen. Er werd een nevenspoor ('siding') voorzien nabij de waterbron. In juli 1913 werd aan het toekomstige nevenspoor het dorp Maya gesticht. De naam is afgeleid van de naam van de waterbron.
De spoorweg werd in 1915 in dienst genomen en langzaamaan begonnen er zich landbouwers langsheen te vestigen. In 1928 werd de 'Maya Progress Association' opgericht en in 1829 werd er een gemeenschapszaal gebouwd. In 1932 kondigde de 'Wheat Pool of Western Australia' aan twee graanzuigers in Maya te zullen plaatsen, zodat graan niet meer in zakken maar in bulk kon worden uitgevoerd.
In de jaren 1930-40 telde Maya een honderdveertigtal inwoners. Van 1937 tot 1948 was een Maya een basisschooltje actief. Vanaf 1951 werd een schoolbus naar Latham ingelegd.
Tot februari 2019 was Maya een verzamel- en ophaalpunt voor de oogst van de in de streek bij de Co-operative Bulk Handling Group aangesloten graanproducenten.

## Beschrijving
Maya maakt deel uit van het lokale bestuursgebied (LGA) Shire of Perenjori, een landbouwdistrict waarvan Perenjori de hoofdplaats is.
In 2021 telde Maya 20 inwoners, tegenover 110 in 2006.

## Ligging
Maya ligt 294 kilometer ten noordnoordoosten van de West-Australische hoofdstad Perth, 258 kilometer ten zuidoosten van Geraldton en 55 kilometer ten zuidzuidoosten van Perenjori.
De spoorweg die langs Maya loopt maakt deel uit van het goederenspoorwegnetwerk van Arc Infrastructure. Het baanvak tussen Perenjori en Dalwallinu - waarlangs Maya ligt - is echter niet meer in gebruik.

## Galerij

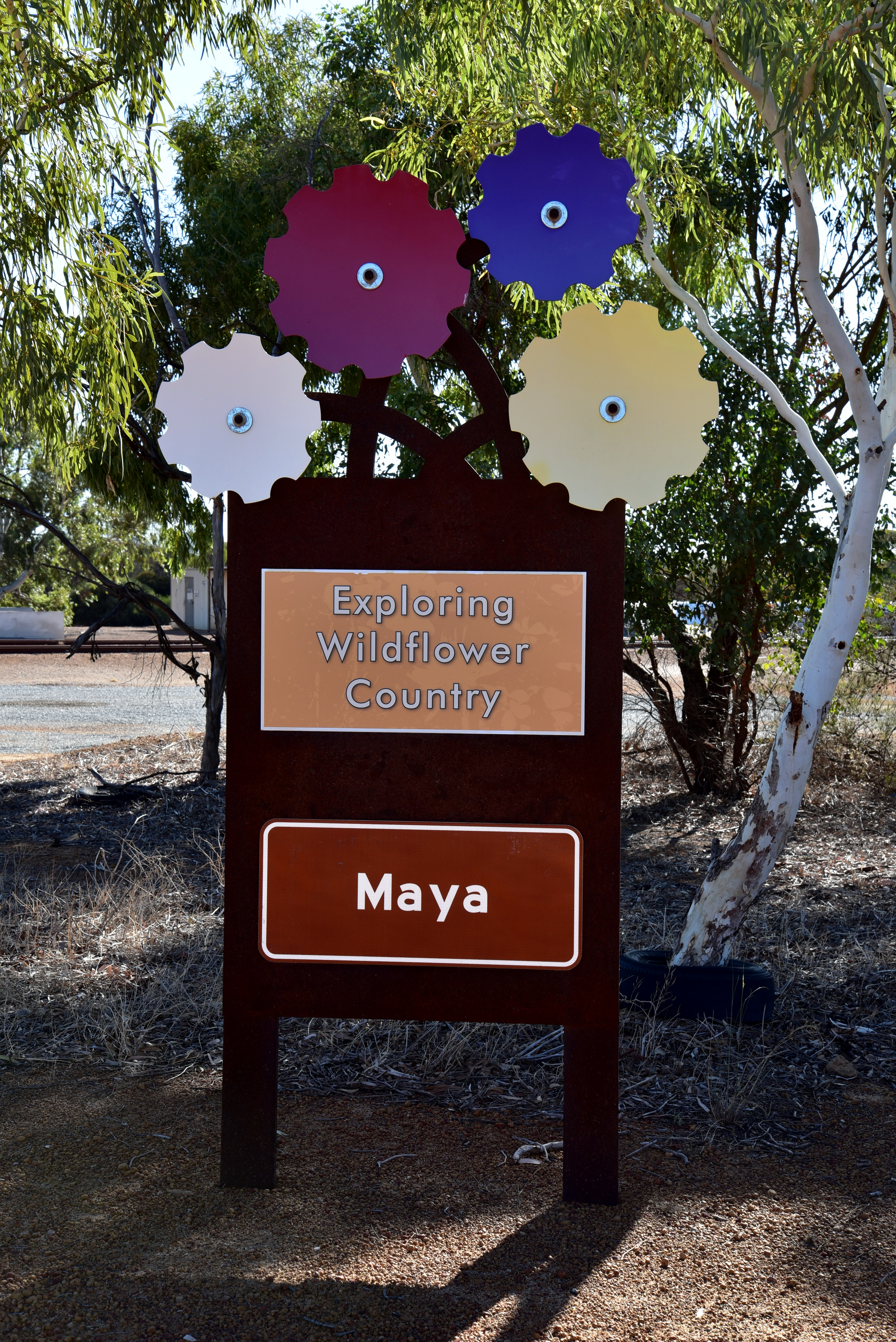
Welkombord
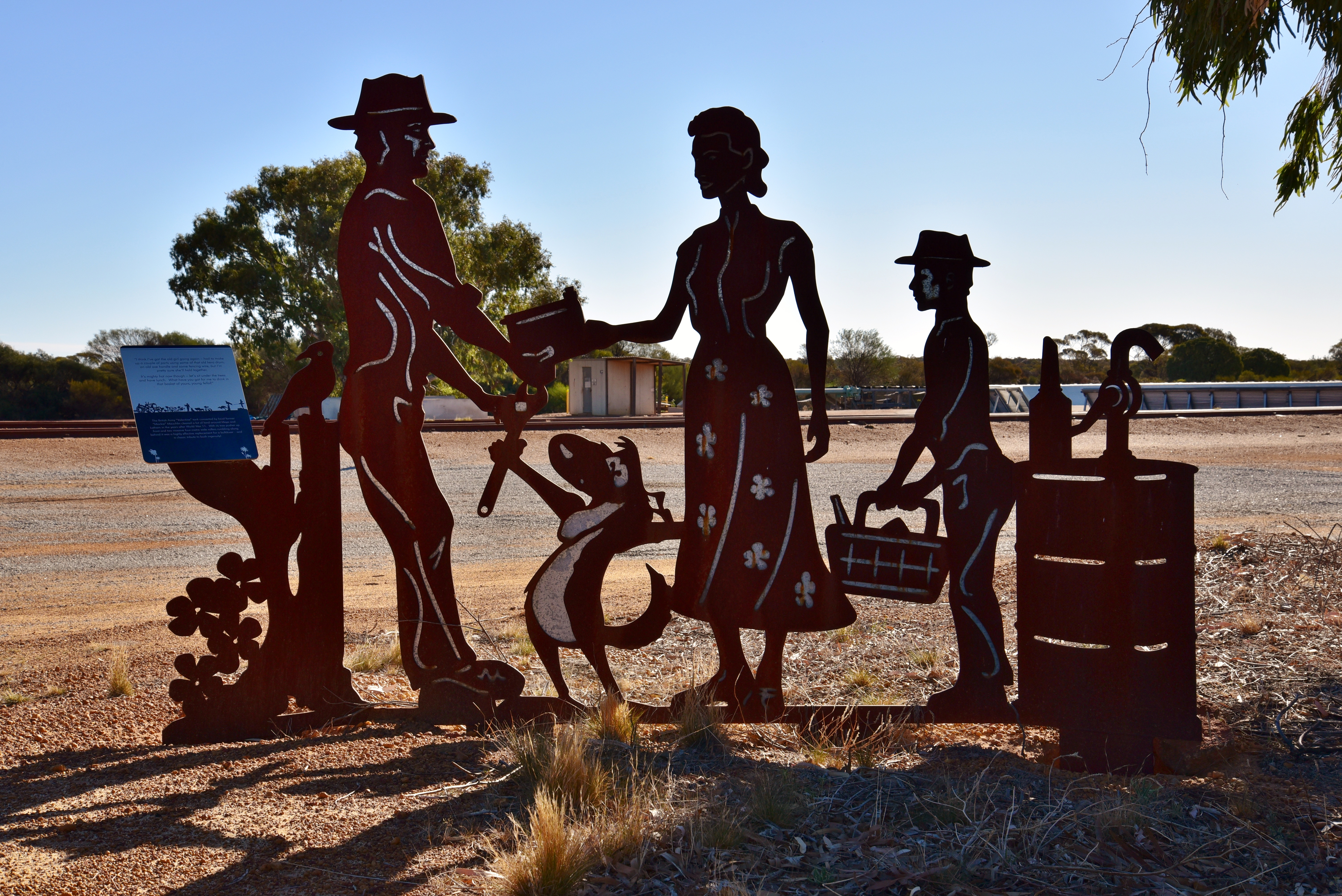
Beeld
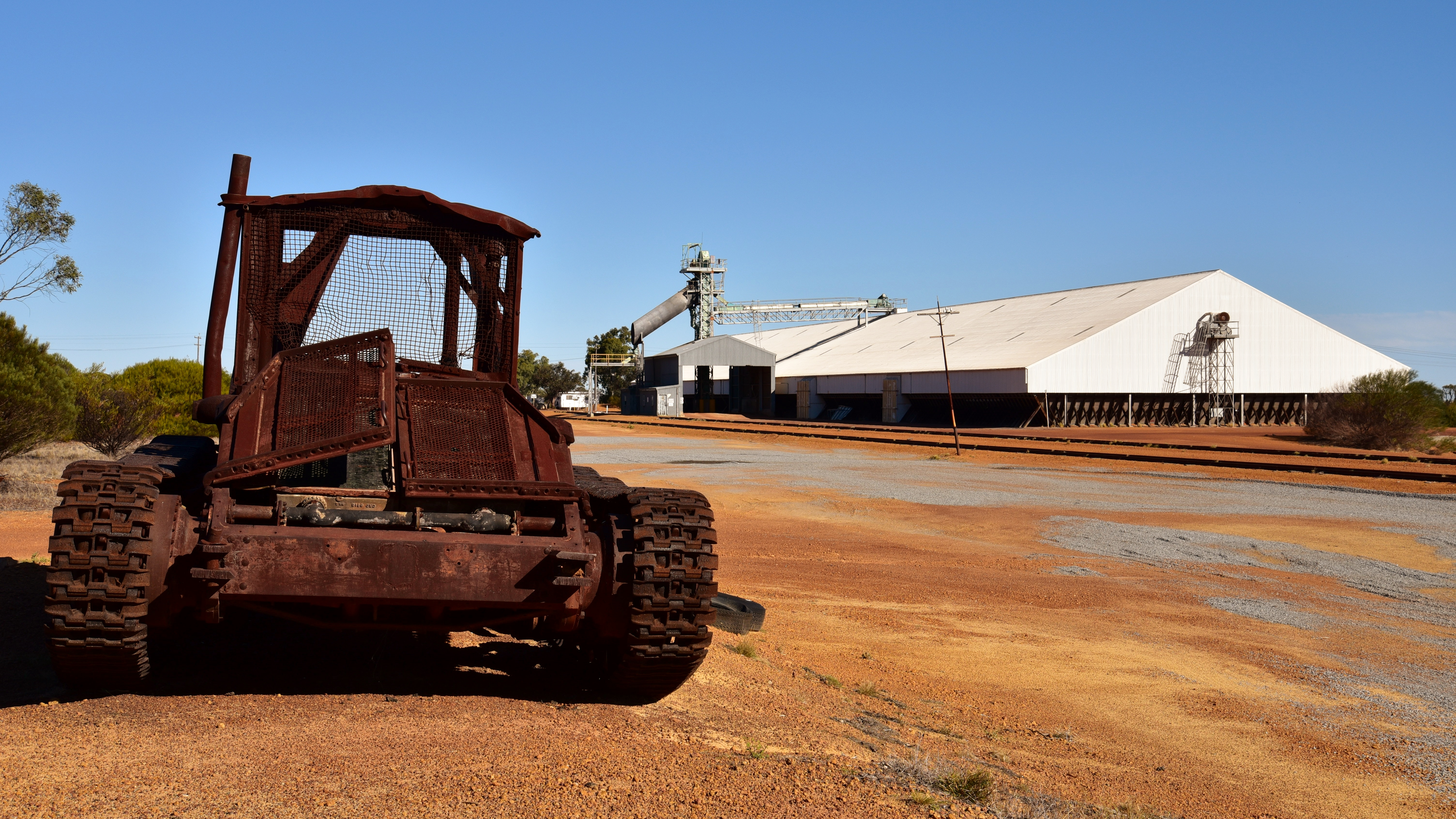
Valentine tank en graanoverslag in 2018